# Altuntaix
Abu Said Altuntash al-Hadjib fou un esclau turc i general del gaznèvida Subuktegin i els seus dos successors, que va arribar a xa de Coràsmia on va fundar la dinastia Altuntàshida.
Sebuktegin (o Subuktegin) el va nomenar als llocs principals de l'exèrcit fins a gran hadjib; sota Mahmud de Gazni, mentre aquest era a l'Índia (1006) el karakhànida Arslan Ilil Nasr ibn Ali va envair el Khurasan i va saquejar Balkh i Nixapur. Mahmud va retornar a Iran i va derrotar el karakhànida a Charkiyan prop de Balkh (4 de gener del 1008) batalla en la qual Altuntash va dirigir l'ala dreta de l'exèrcit. El germà d'Arslan, Thugan Khan, va fer costat a Mahmud.
El 1010/1011 és esmentat com a governador d'Herat. El 1017 les forces de Mahmud de Ghazna, en revenja per la mort del seu cunyat Mamun II, van derrotar l'exèrcit de la dinastia Mamúnida de Coràsmia i Gurgandj a Hazarasp i van ocupar el territori. Mahmud hi va nomenar com a governador al seu antic esclau i general, Abu Said Altuntash al que va conferir el títol de xa de Coràsmia. Abu Said i els seus dos fills van formar una breu dinastia.
Altuntash fou lleial a Gazni, i va defensar la frontera contra incursions del oghuz i cumans, especialment els primers que dirigits per la família de Saldjuk començaven a ser perillosos. Va prendre part també en l'expedició de Mahmud contra el karakhànida de Bukharà i Samarcanda Ali ben Hasan (Harun Bughra Khan, conegut com a Alitigin) i va estar present al tractat de Samarcanda del 1025 entre Mahmud i Yusuf Kadir Khan de Kaixgar.
Coràsmia quedava molt allunyada i Altuntash va saber construir un exèrcit propi reclutant turcmans de les estepes, el que el va fer sospitós a Mahmud, i especialment al fill d'aquest Masud I ben Mahmud. Altuntash prudentment mai va tornar a la cort de Gazni.
Masud va continuar la política d'hostilitat contra Alitegin que havia seguit el seu pare. El 1032 es va aliar a Yusuf Kadir Khan de Kaixgar i els seus fills, i va ordenar a Altuntash fer un atac contra Alitegin a Transoxiana. Les forces d'Altuntash van lliurar una indecisa batalla a Dabusiya, prop de Bukharà, en la que Altuntash va quedar ferit de mort. Però el seu kaktoda o ajudant, Ahmad al-Shirazi (més tard visir de Masud) va aconseguir signar la pau amb Alitegin abans de la mort de Altuntash (1032).
El seu fill Harun va assolir tot el poder, encara que l'ara sultà, Masud de Gazni, només l'havia designat representant (khalifat al-dar) i havia reservat el de xa de Coràsmia pel seu propi fill Said ibn Masud. Al cap de dos anys Harun es va revoltar aliat a Alitegin i als seljúcides (1034). Masud el va fer assassinar (1035) pels seus propis guàrdies i el va succeir el seu germà Ismail Kandan que no va modificar la política d'Harun. Masud llavors va donar el govern de Coràsmia al fill del yabghu dels oghuz amb seu a Djan, Shah Malik, enemics de la família de Seldjuk (1038) i Malik va poder conquerir Coràsmia el 1041. Ismail va fugir amb els seljúcides i desaparegué de la historia. Shah Malik va exercir com a xa de Coràsmia a Gurgandj la capital.